# Сензорен екран
Сензорният екран или сензорен дисплей (на английски: touchscreen, произн. тъчскрийн) е вграден сензорен екран или панел, или периферно устройство на компютър, това е дисплей, който реагира на докосване. Така сензорният екран играе роля едновременно на входно и на изходно устройство, и дава възможност на потребителя да взаимодейства директно с обектите, изобразени на него. Освен пръстите си, потребителят може да използва и писалка за въвеждане на данни. Сензорните екрани, които могат да регистрират едновременно няколко отделни докосвания се наричат мултисензорни екрани (на английски: multi-touch display).
Сензорният екран позволява на потребителя, който го използва, директно да взаимодейства с това, което се показва на него, вместо да използва компютърна мишка, клавиатура или някакво друга междинна периферия.
Сензорните екрани са все по-често срещани и в различни от мобилните телефони, таблетите и смартфоните, устройства като например в конзолите за игри и персоналните компютри. Те също така играят важна роля при проектирането на цифровите уреди, например в персоналните цифрови помощници (PDA), навигациите за кола, навигационните устройства и мобилните телефони.
При мобилните устройства се срещат няколко вида сензорни дисплеи, които най-общо се делят на капацитет / капацитивни (взаимокапацитивни или самокапацитивни), резистивни (аналогово резистивни) и проекционно капацитивни дисплеи (особено при оптичните сензорни екрани).
Някои от резистивните дисплеи могат лесно да се повредят вследствие на натиска, който се използва при тях. Това не е така при взаимокапацитивните или дори проекционно капацитивните, тъй като те са защитени от протектори като стъкло или най-външен слой стъкло. При резистивните може да се работи със стилус, като по този начин те работят с точност до пиксел, докато капацитивните не могат да се управляват със стилус и мащабът на избора се увеличава.
Употребата на сензорните екрани в областта на медицината и в тежката промишленост, както и при ATM – устройствата и POS – терминалите позволяват бързо и точно взаимодействие на потребителя със съдържанието, което се показва на дисплея.

## История
И. А. Джонсън описва своята работата върху капацитивните сензорни екрани в кратка статия, публикувана през 1965 г., а след това през 1967 година излиза друга негова статия, допълнена с различни фотографии и диаграми. Приложимостта на сензорната технология за контрол на въздушния трафик е описана в статия, публикувана през 1968 г. Първият сензорен екран, който получава по-масова популярност е разработен в началото на 70-те години от Франк Бек и Бен Стем – двама инженери от ЦЕРН. Той започва да се употребява през 1973 г., като в основата му е заложена работата на Бен Стем в телевизионната фабрика от началото на 60-те години.
Интересен факт е, че разработеният от американския изобретател Джордж Самуел Хърст (на английски: Hurst) резистивен сензорен екран получава патент # 3 911 215 в САЩ на 7 октомври 1975 г. Първата негова версия е произведена през 1982 г.
През 1972 г. група от университета в Илинойс подава молба за патент върху оптичния сензорен екран, който се превръща в стандартна част от Magnavox Plato IV Student Terminal. Хиляди екрани са били построени за системата PLATO IV. Подобен сензорен екран е бил използван за HP-150 на Хюлет-Пакард – това е първият комерсиален компютър със сензорен дисплей, който излиза на пазара през 1983 г. Освен това HP-150 е и първият компютър на HP с Intel 8088, който работи с MS-DOS операционна система.
Между 1979 – 85 г. Fairlight CMI създават работна станция, при която се използва писалка, с която потребителят докосва екрана, с помощта на която извършва различни дейности.
Историята на мултисензорната технология започва през 1982 година. Именно тогава Нимиш Мета изобретява първия мултитъч дисплей. Това става в Университета на Торонто. През 1985 г., отново там една група изследователи, включително Бил Бъкстон, разработват мултитъч таблет.

## Видове сензорни екрани
На пазара са известни няколко вида сензорни екрани като всеки един от тях притежава
както своите достойнства, така и своите недостатъци:
- Капацитивни
- Резистивни;
- Обемни;
- Проекционно-обемни;
- С повърхностни акустични вълни;
- Други редки видове сензорни екрани.

### Оптични
Оптичната тъчскрийн технология е базирана на сензорна матрица, работеща с технологията CCD.

### Резистивни екрани
Резистивните сензорни панели работят на принципа на делител на напрежение. Подобен панел се състои от проводникова подложка
с пластмасова мембрана, притежаваща определено съпротивление. При натискане на мембраната се променя съпротивлението в тази точка между краищата на подложката и мембраната, а електрониката изчислява координатите на точката. Предимствата на подобни екрани е в ниската им цена и лекотата на управление. Те са наистина стабилни и са чувствителни към всякакви докосвания: с тях може да се работи с ръка, стилус или някакъв тъп предмет. Те обаче имат и своите недостатъци: чувствителни са към механични повреди, лесно се замърсяват, не работят добре при ниски температури и не са достатъчно прозрачни.
Употреба:
- Компютри;
- Комуникатори;
- Мобилни телефони;
- POS-терминали;
- Таблети;
- Промишленост;
- Медицинско оборудване.

### Обемни
Технологията
на обемния сензорен панел действа на принципа на това, че предмет с голяма мощност може да произвежда електричен ток. Работата на подобни екрани се състои в нанасянето на електропроводящ слой на стъклото при това четирите ъгъла на екрана получават слаб ток. Ако се докосне екранът с предмет с голяма мощност като пръста например протича слаб ток. Колкото по-близо е точката на докосване, толкова по-голяма е и неговата сила, която се
регистрира в елекетрониката, изчисляваща
координатите на докосване. Тези видео екрани обикновено са много сигурни и може да се каже, че са наистина стабилни.
В сравнение с резистивните дисплеи те са по-прозрачни, но техен недостатък е липсата на чувствителност до непроводими елементи.
Употреба:
- В охраняеми помещения;
- Информационни източници;
- Някои банкомати.

### Проекционни
Проекционно-мощните
сензорни екрани са създадени на базата на измерване на мощността на кондензатор, образуващ се между тялото на човек и прозрачния електрод на повърхността на стъклото, което в случая е диелектрик.
Впоследствие на това, че електродите
се намират на вътрешната повърхност на
екрана, той е много устойчив на механични
повреди и може да се използва при всякакви условия. Освен това този вид
дисплеи разпознават докосване с пръст през ръкавица. Те са доста чувствителни и отговарят на натискания, а някои модели
дори разпознават повече от едно докосване.
Недостатък е прекалено голяма точност, както и скъпа електрониката за управление.
Употреба:
- Електронни пощи;
- Банки;
- Ноутбуци;
- Мобилни телефони

## С повърхностни  акустични вълни
Тези видове сензорни екрани са основани на наличието на ултразвукови колебания в дебелината на екрана. При докосване към вибриращо стъкло вълната се поглъща и точката на докосване се регистрира от датчика на екрана. Предимствата на тази технология е високата надеждност и разпознаване на натисканията. Недостатък обаче е слабата защита, заради което тяхната употреба е много рядка.

### Други редки видове сензорни екрани
- Оптични екрани-при тях инфрачервена светлина осветява стъклото, в резултат на докосване до него светлинните лъчи се улавят от датчика;
- Индукционни екрани – в дисплеите има елемент за реагиране на докосване на активното перо, захранващо се от електромагнитния резонанс;
- Тензометрични – реагират на деформация на екрана

## Устройства със сензорни екрани
Сензорният екран се използва предимно в мобилни устройства (включително мобилни игрални конзоли) и преносими компютри заради ограничените им размери и стремежа към компактност. При много от мобилните устройства сензорният екран е основното (дори и единственото) средство за комуникация с потребителя, допълнено с няколко бутона (а понякога и колелца) за най-често използваните функции. Мултисензорните екрани се използват и от специализирани устройства (за рисуване и др.) и от някои по-нови устройства (Microsoft Surface, iPhone, iPad и Самсунг).

### Работа в традиционни графични среди
Устройствата със сензорен екран често използват същия (или подобен) графичен интерфейс като компютрите с традиционните входни устройства мишка и клавиатура. Това, съчетано с наследството от програми с вече създаден интерфейс, налага да се имитира взаимодействието при традиционните устройства – например с преместване на показалеца и с натискане на клавиши. Например, чрез движение на пръст или писалка по сензорния екран, се мести показалецът, който традиционно се контролира с мишката. За въвеждането на текст се изобразява виртуална клавиатура върху екрана и се докосват съответните „клавиши“.
Традиционните мишка и клавиатура използват различни изразни средства от сензорните екрани. Например, мишката може да изписва непрекъсната траектория по екрана и отделно от това използва два (или повече) бутона за извършване на елементарни (единични) жестове в контекста на координатите на показалеца. Сензорният екран позволява един-единствен елементарен жест (допир), а описването на траекторията представлява съставен жест от множество „атомарни“ докосвания (при движение на пръст). От друга страна, мултисензорните екрани предоставят възможност за изпълнение на множество жестове, неосъществими с мишката.
При използване на програми (дори цели графични среди) с традиционен интерфейс, несъобразен със специфичните възможности на сензорните екрани, комуникацията се затруднява. Например съставният жест „влачене с мишка“ при сензорните екрани обикновено се реализира чрез двукратен допир и изписване на траектория, тъй като еднократният допир имитира щракването с мишка. Но това прави невъзможно изразяването на жеста „двукратно щракване с мишка“.

### Жестове при мултисензорните екрани
Мултисензорните екрани позволяват значително по-голямо разнообразие от жестове в сравнение с мишките и едносензорните екрани. Такива се използват в някои от по-новите мобилни устройства, но ограничената площ на последните затруднява изразяването на по-сложни жестове. Най-голям репертоар от жестове предоставят устройствата с по-голям екран като преносимите компютри и таблети и иновативните решения от рода на Microsoft Surface. Това включва жестове с един, два и повече пръсти, едновременна употреба на няколко ръце (на един или повече души – Microsoft Surface). Основният параметър на такива екрани е броят на отделни едновременни докосвания, които могат да се регистрират.

### Устройство и начин на работа на дисплеите със сензор за разпознаване на звукови вълни
Това е технология за реакция при допир, която генерира ултразвукови вълни, които преминават непосредствено пред екрана. Когато докосваме екрана част от вълните се абсорбират и така се открива точната позиция на пръста ни. Плюс на тази технология, е че пред екрана няма никакви допълнителни слоеве и картината е много по-ярка и е подходящо за изобразяване на детайлни графики. На фигура 4. е показан принципа на работа на сензорния дисплей с разпознаване на ултразвукови вълни.

### Дисплей с инфрачервена мрежа
По-рано споменахме първият комерсиален компютър със сензорен дисплей. Тъчскрийн технологията на HP-150 представлява мрежа от хоризонтални и вертикални инфрачервени предаватели и приемници, които се намират точно пред 9 инчовия екран Sony Cathode Ray Tube (CRT). Когато пръстът ви прекъсне някой от лъчите се активира функцията, която се намира под него. Тази технология не позволявала да се рисува върху екрана, но е била напълно достатъчна за активиране на бутони и функции или за позициониране на курсора върху даден ред или дума.
Дисплей с инфрачервена акрилна задна проекция
Прозрачен акрилен лист се използва като заден проекционен екран за да показва информацията. Ръбовете на акрилния лист са осветени от инфрачервени светодиоди, а инфрачервени камери са фокусирани върху гърба на листа. Когато потребителя докосне акрилното покритие се получава „изтичане“ на инфрачервена светлина и в точките на максимален натиск камерите засичат местоположението на допира
Оптични дисплеи
При оптичните дисплеи два или повече сензори са поставени в ъглите на екрана. Инфрачервени светлини са поставени от другата страна на екрана в полето на видимост на камерите. Докосването се показва като сянка и всяка двойка камери може да определи точното местоположение на докосването, дори може да се определи размера на обекта докосващ дисплея. Light Blue оптичен тъчскрийн – технология, която ви позволява да направите всяка повърхност на тъчскрийн. Представлява холографски лазерен проектор, оборудван с инфрачервени сензори, които следят къде попада вашата ръка.
Дисперсна технология
Представена е през 2002 г. Използва сензори, които засичат пиезоелектричеството на стъклото при допир. Комплексни алгоритми пресмятат информацията и предоставят реалното местоположение на докосването. Технологията е устойчива на прах и други външни влияния дори и драскотини. Също така предоставя отлична чистота на изображението. За да се направи избор могат да се използват пръст, стилус и т.н. Недостатък е, че след първоначално докосване системата не открива местоположението на неподвижен пръст.
Разпознаване на звукови импулси
При докосване на която и да е точка от повърхността в субстрата се генерира звукова вълна, която се регистрира от три или повече миниатюрни датчици по ръбовете на екрана, като уникална комбинация от звуци. След това звукът се дигитализира от контролера и се сравнява със списък от предварително записани звуци, отговарящи на всяка точка от екрана. Движение се регистрира като този процес се повтори многократно. Страничните звуци от околната среда се игнорират, защото нямат съвпадение със списъка.

### Мултитъч устройства
Това е способността на сензорния дисплей да разпознава присъствието на две или повече точки на допир с повърхността. Използва се за приближаване или други специфични функции. Мултитъч технологията се реализира в няколко различни варианта в зависимост от големината и типа на дисплея (повърхността). Най-разпространени са мобилните устройства, таблетите, сензорните маси и сензорните стени. Масите и стените проектират изображение през акрил или стъкло и се обработва връщаната светлина от светодиоди.
При резистивните дисплеи – Адел ал Зубеир установява, че когато поставите два пръста върху резистивен екран той засича средната точка между тях като място на допир. Той разработил алгоритъм за изчисляване на относителните позиции на двата пръста. Това не дава пълни мултитъч възможности на резистивните дисплеи, но прави възможно използването на някои команди.
На 29 май 2007 Microsoft анонсира мултитъч масата Microsoft Surface. Тя представлява компютър с огромен, 30-инчов сензорен екран. Интересна е технологията, която масата използва за да работи. Специален XGA DLP проектор, поставен в нея, прожектира картина върху повърхността на масата, а 4 малки камери записват отраженията от инфрачервени светлини на обектите и пръстите на хората, които я използват. Машината поддържа жестове с до 52 докосвания едновременно.

## Сензорни екрани в мобилните устройства
Има няколко вида дисплеи според технологията: капацитивни сензорни екрани работят чрез усещане на електрическите свойства на човешкото тяло, а резистивните чрез усещане на директен натиск, прилаган от потребителя.
Капацитивните екрани е състоят от стъклена подложката и слой, съдържащ електроди, които улавят командите. Електрическата индукция на пръстите позволява този слой да изпраща сигнали към работещ софтуер. Резистивният тип може да се активира не само чрез натискане на човешка ръка, но и със стилус и по този начин позволява разпознаването на ръкописен текст. Този тип екрани са направени от различни слоеве. Командите за пръст или стилус са направени във външен слой, който влиза в контакт с гъвкава и защитна мембрана. Този тип екрани не поддържат т.нар. мултитъч.
Иновативно свойство на сензорните дисплеи е триизмерното докосване, представено за пръв път в iPhone 6S на Apple през 2015 г. Tриизмерното докосване работи с помощта на капацитивни сензори, интегрирани директно в дисплея. Когато се разпознае преса, те измерват микроскопични промени в разстоянието между задното осветяване и покривното стъкло. След това тази информация се комбинира с акселерометъра. Сигнали и сензорни датчици предоставят точна интерпретация на намеренията на потребителя. Линейният задвижващия механизъм в рамките на Taptic двигателя е в състояние да достигне пикова мощност само за един цикъл и произвежда вибрации, които траят 10 милисекунди. Oт потребителска гледна точка, тази функционалност помага за изпълнение на различни софтуерни функции, при различна сила на докосване на дисплея.
Както и традиционните екрани, сензорните могат да бъдат цветни или черно-бели (монохромни). Черно-белите екрани могат да бъдат буквени или графични. Буквено-цифровите дисплеи могат да показват само символи с постоянен размер, докато графичните дисплеи могат да показват шрифтове с различни размери, графики и анимации.

### Предимства и недостатъци на типовете сензорни екрани
Резистивният тип е по-евтин и дава възможност на малките производители също да предложат сензорни дислеи, имплементирани в устройства
които предлагат на своите клиенти. Налице е предимство, свързано с атмосферните условия. В студени дни хора, които носят ръкавици, не могат да използват капацитивни екрани, защото командите се разпознават чрез силата и докосването на пръстите, което е невъзможно за улавяне при носене на ръкавици.
От друга страна, капацитивните екрани печелят най-много точки за качество на изображението и скорост на командите за реагиране. Когато софтуерът позволява, капацитивни екрани могат да бъдат експлоатирани в няколко различни точки (така наречения мултитъч).
Друго предимство на капацитивни екрани е тяхната яркост.
Резистивните екрани имат много проблеми, свързани с отражението, което прави трудно да бъдат използвани при силна слънчева светлина. Яркостта на резистивния екран е по-интензивна и осигурява високо качество на визуализацията.

## Иновации при сензорните екрани
Електростатични вибрации – Disney
Вместо просто докосване на екрана, чрез електростатични вибрации се чувства това, което е на екрана. С тази функция, различните
текстури на екрана ще се чувстват по различен начин при докосване. Усещането се дължи на промяна на триене на повърхността. По този начин е възможно разграничаването на различни обекти на екрана чрез докосване.
Сензорни бутони – Tactus
Вместо плоска клавиатура, сензорният екран има бутони, които веднага се издигат от дисплея, когато трябва да напишете нещо. Tactus е
изобретил нова виртуална клавиатура, създаваща чувството за истинска. Екранът разполага с микрофлуиди, които изпълват полимерен слой и създават копчета с формата на клавиши върху екрана. След като приключите с писането, бутоните изчезват.
Капацитивен пръстов отпечатък – Disney проучване
Целта на тази технология е разпознаване на потребители чрез снемането на пръстови отпечатъци. По този начин сензорният дисплей разпознава потребителя, въз основа на специфичните му електрически свойства. Всеки потребител ще има различен профил, когато докоснете екрана. Това позволява персонализация на екрана на потребителя.
Прожекционни екрани – Fujitsu
Няколко компании са разработили устройства, които могат да разпознаят взаимодействие с проекцията на изображението или физическа повърхност. Light Touch, разработена от Light Blue Optics, проектира изображение върху маса и позволява на потребителя да взаимодейства с него, дори да пишете върху масата с пръсти.
Fujitsu са разработили система, която ви позволява да прехвърляте данни от физически източник в цифров формат, само с пръст. Основното предимство на това е, че можете да увеличите размера на изображение с пръсти, и по този начин да уголемите истинското изображение принтирано на хартия. Системата използва уеб камери за записване на движенията на пръстите и взаимодействието с предмети и го обработва с помощта на стандартен проектор.